# José Matías Vázquez de Acuña
José Matías Pascual Vázquez de Acuña Menacho y Ribera, VI Conde de la Vega del Ren (Lima, 26 de mayo de 1784-Ayacucho, 22 de noviembre de 1842), patriota peruano. Fue uno de los principales conspiradores criollos a favor de la Independencia del Perú en los años finales del virreinato y uno de los gestores de la entrada del Ejército Libertador en Lima. Fue alcalde de Lima (1810), regidor del cabildo constitucional (1812 y 1820) y el portaestandarte de la bandera peruana en la proclamación de la Independencia el 28 de julio de 1821.
Fue el último poseedor del título del Condado de la Vega del Ren en América.

## Biografía

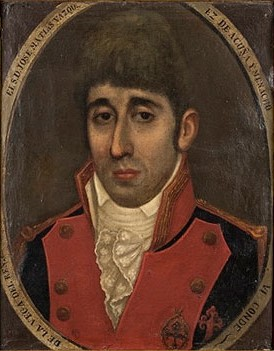
José Matías Vázquez de Acuña y Menacho, VI Conde de la Vega del Ren

Hijo de Matías Mariano José Cayetano Vázquez de Acuña Menacho y Román de Aulestia, y María Rosa de Ribera y Mendoza. 
Aunque el historiador Benjamín Vicuña Mackenna le haya descrito como un hombre de inteligencia vulgarísima, y el virrey Abascal dijera que era carente de educación y falto de luces, se sabe que se educó con maestros privados y que tenía en su casa una selecta biblioteca. Al morir su padre en 1796 heredó el título de conde de la Vega del Ren, que le fue confirmado por real cédula de 1811. Al año siguiente, fue investido como caballero de la Orden de Santiago.

### Las conspiraciones de 1810, 1812, 1814 y 1819
Como ocurría con los nobles criollos de Lima, ocupó puestos relevantes en la administración de su ciudad. Fue teniente coronel del batallón de milicias y elegido por sus pares alcalde ordinario de Lima en 1810. Ese mismo año, fue señalado junto con Riva-Agüero, Pérez de Tudela y otros por mantener reuniones secretas en contra del gobierno en casa de un padre Carrión. Ya por entonces estaba inclinado hacia la ideología liberal y mantenía estrechos contactos con conspicuos personajes simpatizantes de la causa emancipadora.
Al producirse las primeras elecciones a los cabildos que ordenaba la Constitución de 1812, Vásquez de Acuña formó parte del partido radical que demandaba reformas por lo que Abascal lo incluyó en una investigación secreta que lo sindicaba como uno de los principales instigadores. Pese a ello, no pudo impedir que el conde ganara un puesto en las elecciones y fuera elegido regidor del cabildo constitucional en 1813. 
En 1814, estuvo involucrado en dos conspiraciones tramadas en Lima contra el gobierno del virrey José Fernando de Abascal. La primera de ellas, conocida como la “conspiración de El Número” y dirigida por Anselmo Quiroz y Juan Pardo de Zela, se produjo en abril y tenía como objetivo sublevar a los jefes y soldados del batallón El Número, compuesto en su mayoría por nacidos en el país y que era el único que resguardaba la capital, después de la guardia del virrey. Por el prestigio de su nombre y su conocido papel a favor de la separación de España, el conde debía ser colocado como cabeza visible del nuevo gobierno en caso la conspiración triunfara. Sin embargo, unos días antes del golpe arribó a Lima un batallón del entrenado Real Regimiento de Talavera de la Reina, por lo que los planes quedaron frustrados.
La segunda de ellas fue una consecuencia de la rebelión de Pumacahua y los hermanos Angulo en el Cusco en agosto de 1814. Por su extensión y su fuerza, esta rebelión fue la más importante que se sucedió en el gobierno de Abascal y la que animó a los revolucionarios de Lima a planear también un golpe en la capital. Este debía estallar el 28 de octubre e implicaba asaltar los cuarteles, tomar el palacio virreinal y liberar a los prisioneros del Callao. Sin embargo, la conspiración fue denunciada por varios informantes y quedó frustrada. 
En la madrugada del 29 de octubre, el conde fue detenido y puesto en prisión. Su esposa, el cuerpo de la nobleza de Lima y el cabildo protestaron ante Abascal por lo que consideraban era un atropello. El virrey, sin embargo, decidió abrir proceso y entregó la causa a un consejo de guerra prescindiendo así de la jurisdicción ordinaria. La Real Audiencia de Lima pidió el reenvío de la causa y ante la negativa de Abascal, la condesa de la Vega del Ren inició un proceso por la liberad de su esposo ante el Consejo de Indias. 
Adelantándose a la decisión del Consejo, y considerando que varios de los conspiradores habían fugado exitosamente por lo que carecía de pruebas, Abascal ordenó la libertad de Vásquez de Acuña en febrero de 1815 prohibiéndole, no obstante, abandonar la capital. Cuando en mayo de ese año culminó el proceso militar con la decisión sobre varios de los involucrados, el nombre del conde fue convenientemente omitido. 
Seguro de que difícilmente se le podría probar algo, De la Vega del Ren insistió con el proceso ordinario ante la Audiencia de Lima con el propósito de lograr su total vindicación. Hasta 1817, luego de concluido su gobierno, Abascal se negó a entregar el expediente a la Audiencia. Solo en 1818 el nuevo virrey Pezuela entregó los documentos a la Audiencia y un año después el Consejo de Indias archivó el expediente declarándolo inocente. En el mismo año de 1819, Fernando VII paradójicamente lo agració con una de las dignidades más visibles de la corte como gentilhombre de cámara del rey con entrada. 
El largo proceso no lo hizo cejar en apoyar la causa separatista y, una vez absuelto, se involucró en la conspiración atribuida a José de la Riva Agüero, a inicios de 1819. Cobijó en su casa los conciliábulos de los patriotas, y fue uno de los más obstinados mensajeros del general José de San Martín, entonces en preparativos de la Expedición Libertadora al Perú. A pesar de que Pezuela ordenó la detención de varios de los involucrados, a mediados de 1820 decidió excluir al conde de los procesos preocupado de no iniciar un nuevo escándalo. 

La primera bandera del Perú, que durante la Proclamación de la Independencia del Perú del 28 de julio de 1821 fue llevada por el conde de la Vega del Ren.

### La Independencia del Perú
Al retornar el régimen constitucional a España, se decidió llevar a cabo nuevas elecciones a los cabildos. El 7 de diciembre fue 1820, De la Vega del Ren fue elegido regidor del Cabildo Constitucional de Lima. Ante la proximidad del Ejército Libertador y en su condición de regidor, fue uno de los que insistió en las negociaciones de La Pezuela con San Martín y de los que preparó la entrada del Ejército en la capital. En ese sentido, incluyó su firma en la célebre declaración del cabildo al virrey en la que la pide la paz con San Martín y en la invitación a este último para que ingresara en la capital, de junio y julio de 1821, respectivamente. 
Vásquez de Acuña fue uno de los firmante del acta de Declaración de la Independencia llevada a cabo el 15 de julio de 1821. También dispuso los preparativos de la proclamación pública de la independencia y su realización en las principales plazas públicas de Lima. Ante el pedido de San Martín de que la nueva bandera del Perú independiente fuera portada en la proclamación «por el más benemérito de la Patria y más digno por sus servicios a ella», el 19 de julio se convocó a cabildo abierto y se eligió al conde de la Vega del Ren como el portaestandarte. El 28 de julio, fue proclamada la independencia y el conde participó de ella portando el nuevo estandarte.
Ese mismo mes de julio de 1821, fue elegido como uno de los representantes del cabildo para dirigir las elecciones al nuevo ayuntamiento de Lima. Luego San Martín lo hizo miembro del Consejo de Estado, fue asociado a la Orden El Sol del Perú y ascendido a coronel de infantería. Al ser abolidos los títulos nobiliarios de la monarquía española, resultó el último Conde de la Vega del Ren en América. 
Consumada la emancipación y afianzada la República, se retiró a Ayacucho, donde falleció.